# Ямасаки, Минору
Мино́ру Ямаса́ки (яп. 山崎 實 Ямасаки Минору, англ. Minoru Yamasaki), (1 декабря 1912, Сиэтл, Вашингтон, США — 7 февраля 1986, Окленд, Мичиган, США) — американский архитектор японского происхождения, наиболее известный как автор проекта Всемирного торгового центра в Нью-Йорке. Ямасаки был одним из самых выдающихся архитекторов XX века. Он и его коллега-архитектор Эдуард Дьюрелл Стоун, как правило, считаются двумя мастерами «Нового Формализма».
За свою тридцатилетнюю карьеру он и его фирма спроектировали более 250 зданий. Его фирма «Yamasaki & Associates» закрылась 31 декабря 2009 года.

## Ранняя жизнь и образование
Ямасаки родился 1 декабря 1912 года в Сиэтле, штат Вашингтон, в семье американцев японского происхождения первого поколения Джона Цунэдзиро Ямасаки и Ханы Ямасаки, японских иммигрантов. Позже семья переехала в Оберн, штат Вашингтон, и он окончил старшую школу Гарфилд в Сиэтле. В 1929 году он поступил на архитектурный факультет Вашингтонского университета и окончил его со степенью бакалавра архитектуры (BArch) в 1934 году. Во время учебы его всячески поощрял преподаватель Лайонел Прис. Он зарабатывал деньги на оплату своего обучения, работая на консервном заводе по производству лосося на Аляске, работая пять летних месяцев и зарабатывая 50 долларов в месяц, плюс 25 центов в час сверхурочной работы.
Отчасти для того, чтобы избежать антияпонских настроений, он переехал на Манхэттен в 1934 году, имея 40 долларов в кармане и не имея перспектив на работу. Он упаковывал посуду в компании-импортере, пока не нашел работу чертежника и инженера. Он поступил в Нью-Йоркский университет на степень магистра архитектуры и устроился на работу в архитектурную фирму «Shreve, Lamb & Harmon», проектировавшую Эмпайр-стейт-билдинг. Фирма помогла Ямасаки избежать интернирования как американцу японского происхождения во время Второй мировой войны, и он сам приютил своих родителей в Нью-Йорке. Ямасаки был политически активен в ранние годы своей жизни, особенно в попытках переселить американцев японского происхождения, пострадавших от программы интернирования, в Соединенные Штаты во время Второй мировой войны.
После ухода из «Shreve, Lamb & Harmon» Ямасаки некоторое время работал на «Harrison & Abramovitz» и Раймонда Лоуи. Во время работы в «Harrison & Abramovitz» Ямасаки, талантливый художник-акварелист, подрабатывал преподаванием рисования в Колумбийском университете.
В 1945 году Ямасаки переехал в Детройт, где получил должность главного дизайнера в компании «Smith, Hinchman & Grylls». В то время «Smith and associates» была старейшей, а также одной из крупнейших и наиболее престижных архитектурных фирм в Детройте и Соединенных Штатах, и ее недавно завершенные проекты включали такие достопримечательности Детройта, как Пенобскот-билдинг и Гардиан-билдинг. Ямасаки покинул фирму в 1949 году и основал собственное партнерство. Он работал в Бирмингеме и Трое, штат Мичиган. Одним из первых проектов, которые он разработал в своей собственной фирме, была пекарня Ruhl's на углу 7-й Майл-роуд и Моника-стрит в Детройте.

## Карьера

### «Пруитт-Айгоу» и другие ранние проекты

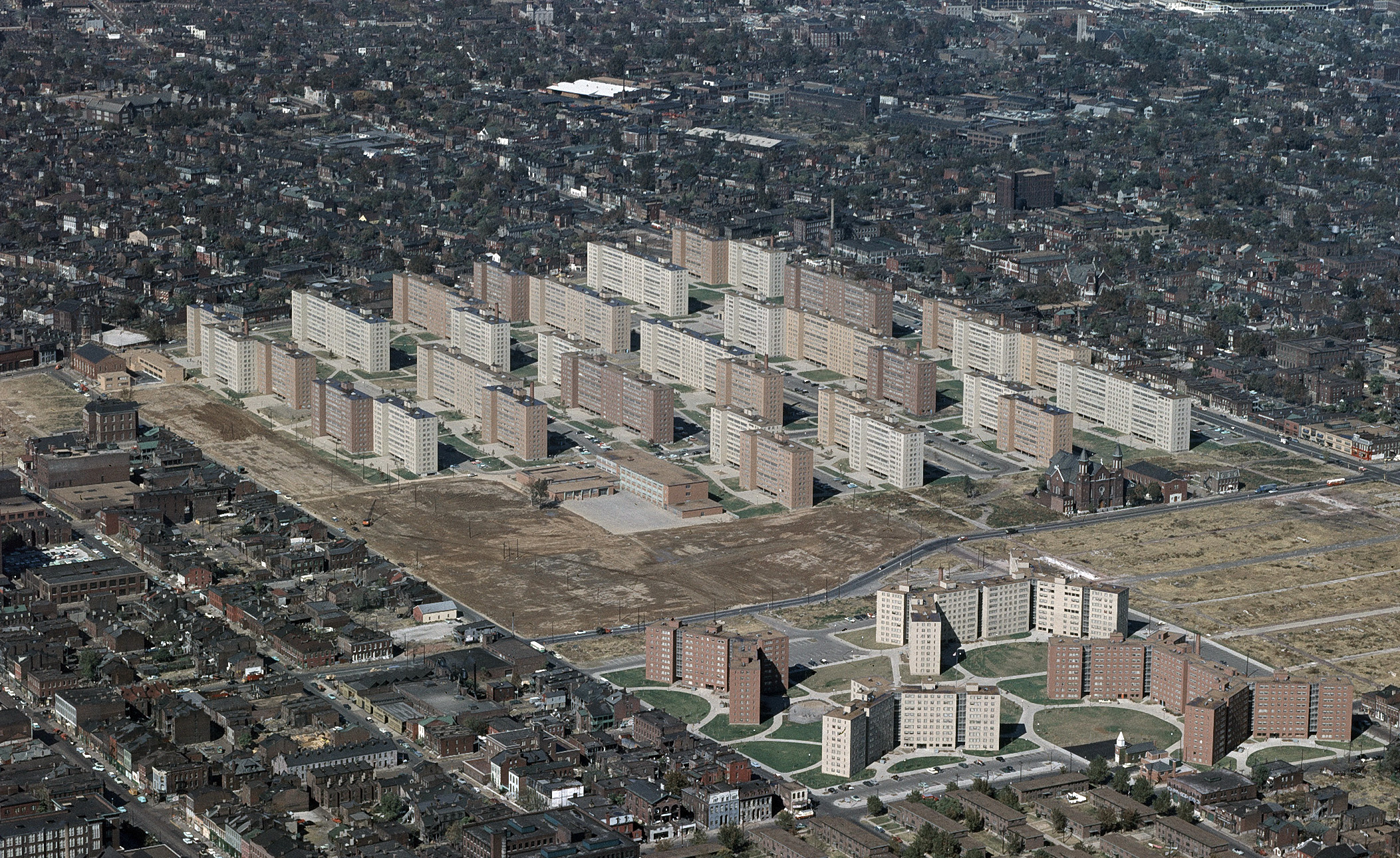
Пруитт-Айгоу

Жилой комплекс «Пруитт-Айгоу», Сент-Луис, 1954 год (снесен в 1972—1976 годах).
Первым крупным проектом Ямасаки стал проект государственного жилищного строительства «Пруитт-Айгоу» в Сент-Луисе в 1955 году. Несмотря на его любовь к традиционному японскому стилю и орнаментам, здания «Пруитт-Айгоу» представляли собой строгие модернистские бетонные сооружения, сильно ограниченные из-за ограниченного бюджета. Жилищный проект вскоре столкнулся с таким количеством проблем, что был снесен в 1972 году, менее чем через двадцать лет после его завершения. Историк архитектуры Чарльз Дженкс расценил его разрушение как символический конец модернистской архитектуры.
В 1950-х годах компания «Reynolds Company» поручила Ямасаки спроектировать здание с алюминиевой обшивкой в Саутфилде, штат Мичиган, которое должно было «символизировать прошлое и будущий прогресс автомобильной промышленности с использованием алюминия». Трехэтажное стеклянное здание с алюминиевой обшивкой, известное как «Здание торговой штаб-квартиры компании Reynolds Metals на Великих озёрах». Здание штаб-квартиры продаж Lakes также должно было усилить основной продукт компании и продемонстрировать его замечательные характеристики прочности и красоты.
В 1955 году Ямасаки также подготовил проект изящного, обтекаемого терминала международного аэропорта Сент-Луиса., что привело к тому, что в 1959 году он получил заказ на проектирование международного аэропорта Дахран в Саудовской Аравии. Здание терминала международного аэропорта Дахран было особенно хорошо встречено в Саудовской Аравии и изображено на банкноте номиналом в один риал.
Первым проектом Ямасаки, получившим широкую известность, стал Тихоокеанский научный центр с его культовыми кружевными и воздушными декоративными арками. Он был построен властями Сиэтла для Всемирной выставки в Сиэтле в 1962 году. Здание настолько привлекло внимание общественности, что он попал на обложку журнала Time.
Ямасаки был членом комиссии по Пенсильвания-авеню, созданной в 1961 году для восстановления проспекта в Вашингтоне, округ Колумбия, но он ушел в отставку после разногласий и разочарования в подходе к проектированию, разработанном комитетом.
Кампус Университета Реджайны был спроектирован в соответствии с планом Ямасаки для Васкана-центр, парка, построенного вокруг озера Васкана в Реджайне, Саскачеван. Первоначальный проект кампуса был утвержден в 1962 году. Ямасаки получил контракты на проектирование первых трех зданий: учебного корпуса, лабораторного корпуса и библиотеки имени доктора Джона Арчера, которые были построены в период с 1963 по 1967 год.
Ямасаки спроектировал две известные синагоги: Норт-Шорскую конгрегацию Израиля в Гленко, штат Иллинойс (1964), и храм Бет-Эль в Блумфилд-Хилс, штат Мичиган (1973).
Он спроектировал ряд зданий в кампусах колледжей, в том числе для Карлтонского колледжа в Нортфилде, штат Миннесота, и здания в Вайкики, в Гонолулу, Гавайи, в период с 1958 по 1968 год, а также получил заказ на проектирование зданий в кампусе Университета Уэйн в 1950-х и 1960-х годах, включая Мемориальный конференц-центр Макгрегора, здание педагогического колледжа, а также здание Прентиса и зрительный комплекс «Дерой Аудиториум»en:Prentis Building and DeRoy Auditorium Complex. Здания Университета Уэйна включали в себя множество архитектурных мотивов, которые впоследствии стали характерными элементами дизайна Ямасаки.
Что касается Мемориального конференц-центра Макгрегора, то это включало в себя размещение здания на возвышении или пьедестале, чтобы подчеркнуть его присутствие, повторяющиеся геометрические узоры на внешнем фасаде здания (во многих случаях эти элементы внешнего дизайна также были функциональными, обеспечивая структурную поддержку здания). Он также использовал экзотические материалы, такие как белая мраморная плитка и колонны, встроил мансардный люк по всей длине здания и широко использовал дополнительное пространство за пределами здания, включая строительство площади с зеркальными бассейнами, зонами отдыха, зелеными насаждениями и скульптурами. Здание образовательного колледжа имело повторяющиеся готические арки по всему фасаду здания, которые были как декоративными, так и служили структурной опорой здания.

### Всемирный торговый центр

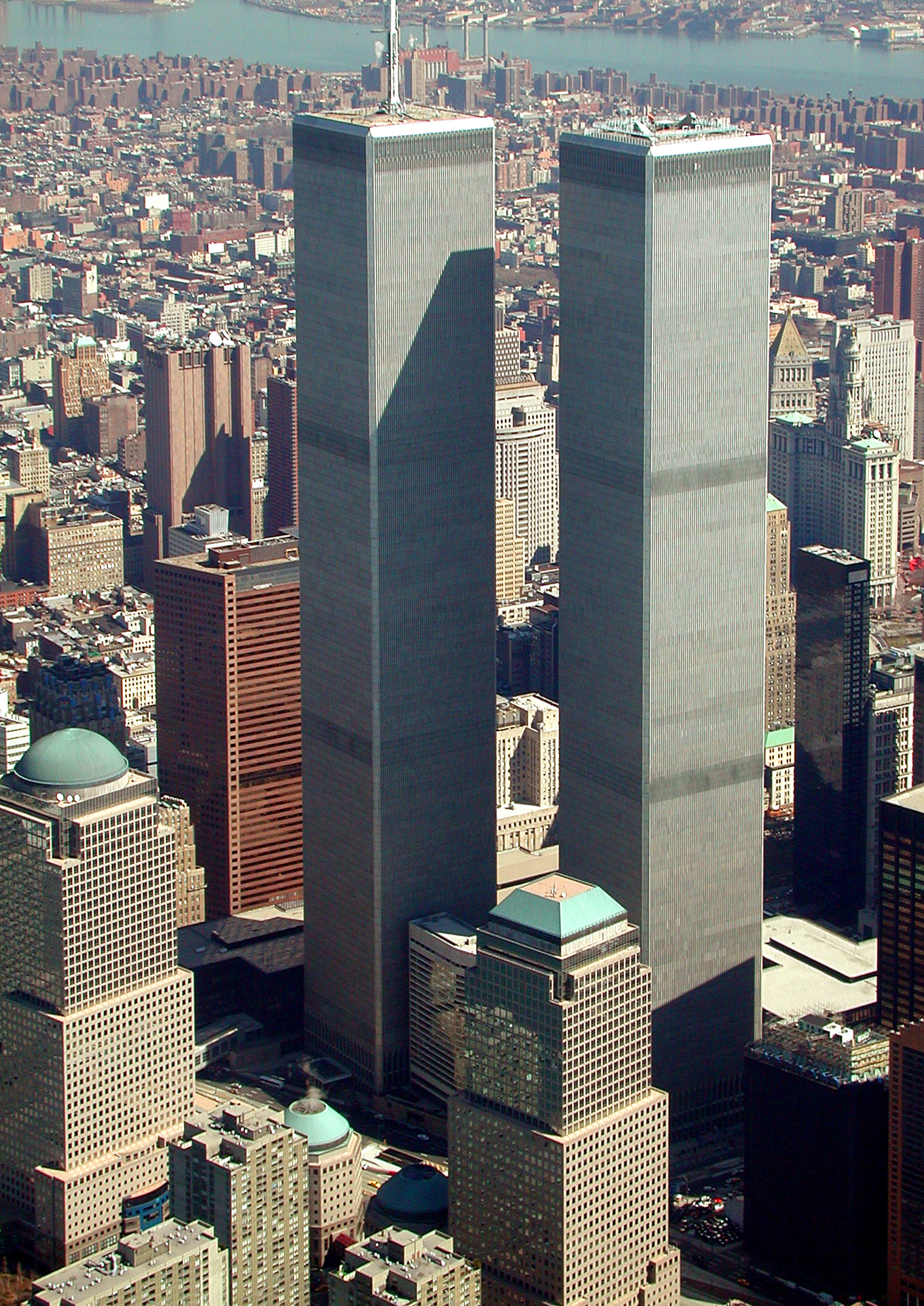
Всемирный торговый центр. Март, 2001 год.

В 1962 году Ямасаки и его фирме было поручено разработать его самый известный проект - Всемирный торговый центр, а компания «Emery Roth & Sons» выступила в качестве ассоциированных архитекторов. Башни Всемирного торгового центра отличались множеством инновационных элементов дизайна, которые позволили решить множество уникальных задач на объекте.
Одна из особых проблем при проектировании была связана с эффективностью лифтовой системы, которая стала уникальной в мире, когда была впервые введена в эксплуатацию. Ямасаки использовал самые быстрые лифты того времени, скорость которых составляла 1700 футов (520 м) в минуту. Вместо того чтобы размещать традиционное большое скопление лифтовых шахт на всю высоту в центре каждой башни, Ямасаки создал в башнях-близнецах систему «Скай-лобби». Дизайн Скай-лобби позволил создать три отдельные, соединенные между собой лифтовые системы, которые обслуживали бы разные зоны здания, в зависимости от выбранного этажа, что позволило сэкономить примерно 70% пространства, которое потребовалось бы для традиционных шахт. Сэкономленное пространство затем было использовано для создания дополнительных офисных помещений. Внутри каждый офисный этаж представлял собой обширное открытое пространство, не ограниченное опорными колоннами, которое можно было разделить по желанию арендаторов.
Другие проектные задачи включали в себя крепление массивных башен к коренной породе, расположенной на глубине около 80 футов (24 м) под мягким грунтом нижнего Манхэттена. Рытье большой траншеи в скальной породе грозило затоплением из-за близлежащей Нью-Йоркская бухты. Решением, использованным Ямасаки и его командой инженеров, было использование шламовой стены: выкапывание очень узких траншей шириной около 3 футов (0,91 м), а затем заполнение их шламом (смесью глины и воды), который был достаточно плотным, чтобы не пропускать воду из окружающей среды. Затем трубы опускались в шламовую траншею и туда закачивался бетон. Бетон, будучи более плотным, чем суспензия, оседал на дно траншей вплоть до коренных пород, вытесняя суспензию на поверхность, где она стекала вниз. Этот процесс был повторен по всему периметру участка и укреплен стальными тросами, чтобы создать водонепроницаемую бетонную ванну, окружающую место раскопок. До этого в Соединенных Штатах эта система шламовых стен применялась всего несколько раз и никогда в таком крупном проекте.
Еще одной сложной задачей при проектировании была разработка системы защиты от ветра, которая удерживала бы сверхвысокие, но относительно легкие конструкции из стали и стекла от раскачивания на верхних уровнях. В других современных небоскребах использовались центральные системы поперечных креплений, расположенные в центре интерьеров на верхних уровнях, но Ямасаки и инженер-строитель Фазлур Рахман Хан использовали внешнюю стропильную систему; сеть вертикальных и горизонтальных конструктивных элементов на внешней стороне башен обеспечивает им структурную поддержку. Эта система внешней структурной поддержки также уменьшила потребность в больших внутренних опорах. Внешняя несущая система и уникальная конфигурация лифтов позволили увеличить арендуемые площади во Всемирных торговых центрах, что позволило удовлетворить огромный спрос владельца (портового управления Нью-Йорка и Нью-Джерси) на офисные помещения площадью 10 000 000 квадратных футов (930 000 м2).

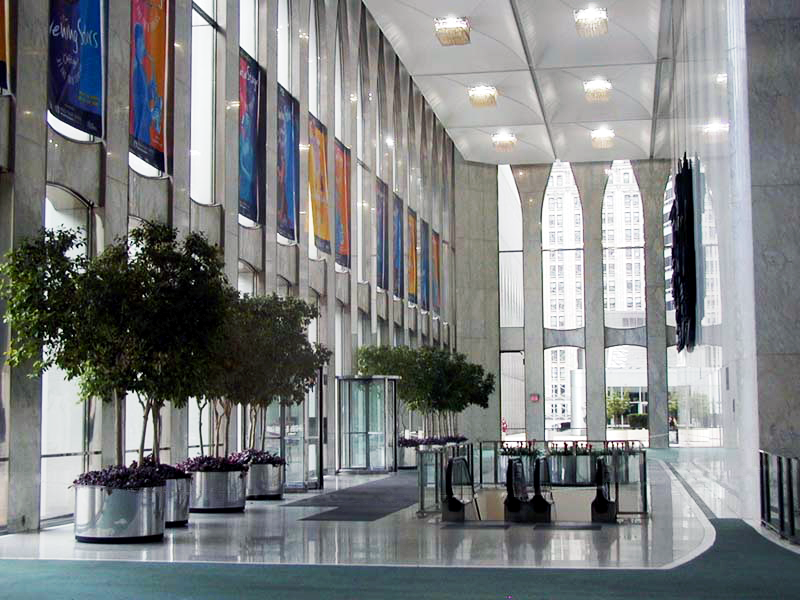
Лобби Всемирного торгового центра. Август, 2000 год.

Первая из башен была закончена в 1970 году. Многие из его зданий отличаются поверхностными деталями, вдохновленными стрельчатыми арками готической архитектуры, и использованием чрезвычайно узких вертикальных окон. Этот стиль с узкими окнами возник из-за его личной акрофобии. После сотрудничества с фирмой «Emery Roth & Sons» по проектированию Всемирного торгового центра сотрудничество продолжилось в других проектах, включая новые здания на военно-воздушной базе Боллинг в Вашингтоне, округ Колумбия.
Ямасаки спроектировал башню BOK Tower в Талсе, штат Оклахома, по аналогии со Всемирным торговым центром. Строительство было завершено в 1976 году и на тот момент являлось самым высоким зданием в Оклахоме.

### Поздние годы
После критики его драматично консольной Райнир-таур (1977) в Сиэтле, Ямасаки стал менее предприимчивым в своих проектах в течение последнего десятилетия своей карьеры.
В 1978 году Ямасаки спроектировал башню Федерального резервного банка в Ричмонде, штат Вирджиния. Здание было спроектировано так же, как и комплекс Всемирного торгового центра, с его узким остеклением, и имеет высоту 394 фута (120 м).

## Наследие
Несмотря на множество построенных им зданий, репутация Ямасаки угасла вместе с общим упадком модернизма к концу 20-го века. Два его крупных проекта, жилой комплекс «Пруитт-Айгоу» и Всемирный торговый центр, разделяли сомнительное символическое отличие: они были разрушены во время прямых телевизионных трансляций. Башни Всемирного торгового центра были не очень хорошо восприняты некоторыми комментаторами во время их первых лет, а известный архитектурный критик New York Times Ада Луиза Хакстейбл раскритиковала башни:
Башни ‐ это чистая технология, вестибюли ‐ чистый шмальц, а влияние на Нью-Йорк двух 110-этажных зданий и вспомогательных сооружений с прогнозируемым населением в 130 000 работников и посетителей, пользующихся услугами в масштабах города, - это чистая спекуляция...
Во многих отношениях эти наиболее известные работы шли вразрез с собственными принципами проектирования Ямасаки, и позже он сожалел о том, что неохотно пошел на архитектурные компромиссы, продиктованные заказчиками этих проектов. Несколько других его зданий также были снесены.
Ямасаки тесно сотрудничал с инженерами-конструкторами, в том числе с Джоном Скиллингом, Лесли Робертсоном, Фазлуром Рахманом Ханом и Джеком В. Кристиансеном, создавая некоторые из своих инновационных архитектурных проектов. Он стремился достичь «безмятежности, удивления и восторга» в своих гуманистических модернистских зданиях и их окружении.
Спустя десятилетия после его смерти некоторые архитектурные критики будут более благосклонно относиться к зданиям и наследию Ямасаки. Несколько его зданий в настоящее время отреставрированы в соответствии с его оригинальными проектами, а его Мемориальный конференц-центра Макгрегора в 2015 году был присвоен статус национального исторического памятника.

## Личная жизнь
Ямасаки впервые женился в 1941 году на Теруко "Тери" Хирасики. У них было трое общих детей: Кэрол, Таро и Ким. В 1961 году они развелись, и Ямасаки женился на Пегги Уотти. Они с Уотти развелись два года спустя, и Ямасаки женился в третий раз, ненадолго, прежде чем снова жениться на Теруко в 1969 году. В статье 1969 года в "Детройт Ньюс" о повторном браке Ямасаки сказал: «Я просто собираюсь быть с ней добрее».
Ямасаки страдал от проблем со здоровьем по меньшей мере три десятилетия, и в 1953 году из-за язвы ему удалили большую часть желудка хирургическим путем. Со временем он перенес еще несколько операций на желудке. Его здоровье не улучшилось из-за того, что к концу жизни он все больше и больше употреблял алкоголь. Ямасаки умер от рака желудка 6 февраля 1986 года в возрасте 73 лет.
Среди своих друзей и коллег Ямасаки был ласково известен как «Яма».

## Награды
- Член Американского института архитекторов[37]
- Почётная степень доктора изящных искусств Бейтского колледжа[38]
- Ямасаки трижды награждался First Honor Award Американского института архитектуры.[14]
- Появился на обложке журнала Time, 18 января 1969 года.[23]